# دارو باخش
شركة دارو باخش القابضة ((بالفارسية: شرکت کارخانجات داروپخش) ، شركة توزيع الأدوية هي شركة أدوية رئيسية في إيران. الشركة مملوكة للأغلبية من قبل منظمة الضمان الاجتماعي الإيرانية. تقوم الشركة بتصنيع وتوزيع واستيراد وتصدير المنتجات النهائية والمواد الخام الدوائية. يبلغ حجم مبيعات دارو بخش السنوية 400 مليون دولار أمريكي وتزعم أن لديها أكبر عملية بحث وتطوير لأي شركة أدوية إيرانية . شكلت الشركة مشروعًا مشتركًا لاستخراج البلازما مع شركة طبية ألمانية، بايوتسيت AG، في أوائل عام 2004.  دارو بخش مدرجة في بورصة طهران للأوراق المالية.

## روابط خارجية
- الموقع الرسمي
- الموقع الرسمي